# Lennart Strand
Lennart Strand   (Malmö, 13 de juny de 1921 - Malmö, 23 de gener de 2004) va ser un atleta suec, especialista en curses de mig fons, que va competir durant la dècada de 1940.
El 1948 va prendre part en els Jocs Olímpics de Londres, on guanyà la medalla de plata en els 1.500 metres del programa d'atletisme.
En el seu palmarès també destaquen una medalla d'or en els 1.500 metres del Campionat d'Europa d'atletisme de 1946, a Oslo, i sis campionats nacionals, cinc dels 1.500 metres i un de cros. El 1947 igualà el rècord del món dels 1.500 metres, en poder Gunder Hägg, amb un temps de 3' 43.0".
Es va retirar el 1950, després d'abandonar en els 1.500 metres del Campionat d'Europa. Fou un destacat pianista i el 1952 va publicar diversos àlbums de jazz. També va treballar com a guionista del diari Sydsvenska Dagbladet. Va morir el 2004 per les ferides causades per un accident de trànsit a finals del 2003.

## Millors marques
- 800 metres. 1'51.8" (1949)
- 1.500 metres. 3' 43.0" (1947)
- Milla. 4' 04.8"[1][3]